# Света Богородица (Велгощи)
„Света Богородица“ (на македонска литературна норма: „Света Богородица“) е скална православна църква край охридското село Велгощи, Северна Македония, част от Дебърско-Кичевската епархия.
Църквата е разположена на около 2 километра от манастира „Света Петка“ и на около час и половина път пеша от Велгощи. Тази монашеска обител е разположена в естествена пещера с неправилна форма в южните склонове на рида Олмец, в каньона на река Сушица. Достъпът до църквата е изключително труден. Велгощани посещават църквата на Свети Великомъченик Тодор. Запазените около олтара фрагменти от фрески са от края на XIV век, дело на Охридската художествена школа. От някогашния живопис са съхранение остатъци в олтарното пространство, къдете има образи на Света Богородица с Младенеца и по един ангел на стените. Запазените фрески са датирани от края на XIV век, но тъй като някои фрески са нарисувани наново по-късно и църквата пострадва сериозно при пожар в 1991 година, точна датировка е трудна. Църквата повторно е изградена в периода от 1991 - 1994 година и осветена на 21 май 1994 година от страна на митрополит Тимотей Дебърско-Кичевски. Иконостасът е дело на Любчо Джамбазов, а живописта е дело на Мариан Ристески.